# Digna
Digna é uma comuna francesa na região administrativa de Borgonha-Franco-Condado, no departamento de Jura. Estende-se por uma área de 3,38 km². Em 2010 a comuna tinha 365 habitantes (densidade: 108 hab./km²).